# Bretagne-Schuller/2011
Deze pagina geeft een overzicht van de Bretagne-Schuller wielerploeg in  2011.

## Algemeen
Algemeen manager: Fabrice Blevin
Ploegleiders: Emmanuel Hubert, Roger Trehin
Fietsmerk: Felino

## Renners
| Naam                | Geboortedatum | Nationaliteit | Ploeg 2010             |
| ------------------- | ------------- | ------------- | ---------------------- |
| Eric Berthou        | 23-08-1980    | Frankrijk     | CarmioOro NGC          |
| Jean-Marc Bideau    | 08-04-1984    | Frankrijk     |                        |
| Guillaume Blot      | 28-03-1985    | Frankrijk     | Cofidis                |
| Stéphane Bonsergent | 03-09-1977    | Frankrijk     |                        |
| Sylvain Calzati     | 01-07-1979    | Frankrijk     | Team Sky               |
| Jean-Luc Delpech    | 27-10-1979    | Frankrijk     |                        |
| Renaud Dion         | 06-01-1978    | Frankrijk     | Roubaix-Dalki          |
| Sébastien Duret     | 03-09-1980    | Frankrijk     |                        |
| Armindo Fonseca     | 01-05-1989    | Frankrijk     | Côtes D’armor Cyclisme |
| Florian Guillou     | 29-12-1982    | Frankrijk     |                        |
| Mathieu Halleguen   | 11-10-1988    | Frankrijk     |                        |
| Romain Hardy        | 24-08-1988    | Frankrijk     |                        |
| Lilian Jégou        | 20-01-1976    | Frankrijk     |                        |
| Johan Le Bon        | 03-10-1990    | Frankrijk     |                        |
| Gaël Malacarne      | 02-04-1986    | Frankrijk     |                        |
| Laurent Pichon      | 19-07-1986    | Frankrijk     |                        |
| Florian Vachon      | 02-01-1985    | Frankrijk     |                        |

## Belangrijke overwinningen
| Ronde van Normandië 3e etappe: Guillaume Blot 5e etappe: Jean-Marc Bideau Route Adélie de Vitré Winnaar: Renaud Dion | Boucles de la Mayenne 2e etappe: Eric Berthou Kreiz Breizh Elites Eindklassement: Laurent Pichon | GP Fourmies Winnaar: Guillaume Blot |

Mannen: 2005 · 2006 · 2007 · 2008 · 2009 · 2010 · 2011 · 2012 · 2013 · 2014 · 2015 · 2016 · 2017 · 2018 · 2019 · 2020 · 2021 · 2022 · 2023 · 2024 · 2025
Vrouwen: 2020 · 2021 · 2022 · 2023 · 2024 · 2025